# Brangas getus
Brangas getus is een vlinder uit de familie van de Lycaenidae. De wetenschappelijke naam van de soort werd als Papilio getus in 1787 gepubliceerd door Johann Christian Fabricius.

## Synoniemen
- Papilio pelops Stoll, 1781
- Hesperia petus Fabricius, 1793; misspelling[3]